# آدم كامبل (لاعب كرة قدم أسترالية)
آدم كامبل (بالإنجليزية: Adam Campbell)‏ هو لاعب كرة قدم أسترالية نيوزيلندي، ولد في 25 يناير 1985 في كرايستشرش في نيوزيلندا.

## وصلات خارجية
- آدم كامبل على موقع AustralianFootball.com (الإنجليزية)
- آدم كامبل على موقع AFLtables.com (الإنجليزية)